# Kunio Kitamura
Kunio Kitamura (født 4. august 1968) er en tidligere japansk fodboldspiller.
Han har spillet for flere forskellige klubber i sin karriere, herunder Gamba Osaka.